# Coutume de Paris
La Coutume de Paris est le recueil des lois civiles de la prévôté et de la vicomté de Paris, de l'Île-de-France et de la ville de Paris, codifiées en 1510. Révisée en 1580 ainsi qu'en 1605, elle comporte 362 articles complétés par de nombreux commentaires de la jurisprudence.

## Contenu
Comme la plupart des coutumes locales, celle de Paris ne dispose ni en droit public ni en droit criminel mais uniquement sur les matières civiles.
- I. Des fiefs.
- II. Des censives et droits seigneuriaux.
- III. Des biens meubles et immeubles.
- IV. Des complaintes en cas de saisine et nouveauté.
- V. Des actions personnelles et des hypothèques.
- VI. Des prescriptions.
- VII. Du retrait lignager.
- VIII. Arrêts, exécutions, gageries.
- IX. Des servitudes et des rapports de jurés.
- X. Des communautés de bien.
- XI. Des douaires.
- XII. Des gardes nobles et bourgeoises.
- XIII. Des donations et dons mutuels.
- XIV. Des testaments et de leur exécution.
- XV. Des successions en ligne directe et collatérale.
- XVI. Des criées. (devenu de droit public, ordonnance d'Henri II)

## Principaux commentaires
- François Ragueau (†1605)
- Charles Dumoulin
- Julien Brodeau
- Jean Tronçon
- Charondas (†1613)
- Barthélemy Auzannet
- Eusèbe de Laurière
- Claude de Ferrière
- Antoine Desgodets

## Postérité
La Coutume de Paris est une coutume générale. Elle s'applique dans tout le ressort du Parlement de Paris, et pour suppléer au silence des coutumes locales dans tous les autres pays, sauf ceux de Bordeaux, du Languedoc, de Sole, de Béarn, de Bourgogne et de Flandre qui suivent le droit écrit.
Elle s'applique sur les seigneuries linéaires érigées le long des canaux (1638, lettres patentes relative au canal de Briare).
La Coutume de Paris est introduite en Nouvelle-France par la Compagnie des Cent-Associés en 1627 puis devient le seul système juridique de la Nouvelle-France en 1664, et ce, jusqu'en 1763 en Louisiane tandis qu'elle reste en vigueur au Québec jusqu'en 1866 à côté du droit public anglais. Le Conseil souverain était le gouvernement local.
Le Code civil des Français de 1804 reprend un grand nombre de dispositions de la Coutume de Paris, notamment tous les articles sur les droits réels (servitudes, vues, mitoyenneté, clôtures, baux locatifs, réparations…) et certaines dispositions en matière de droit de la famille (biens en communauté, testaments…).